# 亞洲運動會約旦代表團
約旦自1986年首次參加亞運會以來，除1990年北京亞運會外均有出賽。約旦共獲得53面獎牌，其中5面金牌、21面銀牌和27面銅牌。這些獎牌在七項運動中獲勝：跆拳道（27 項）、空手道（13 項）、柔術（5 項）、拳擊（5 項）、籃球（1 項）、健美（1 項）和摔跤（1 項）。